# Gnophos rusticaria
Gnophos rusticaria är en fjärilsart som beskrevs av Alfred Ernest Wileman 1912. Gnophos rusticaria ingår i släktet Gnophos och familjen mätare. Inga underarter finns listade i Catalogue of Life.